# Libérer et Fédérer
Libérer et Féderer est un mouvement de la Résistance intérieure française, actif de 1942 à 1944. Il est fondé en 1942 autour de Silvio Trentin, homme politique italien antifasciste exilé et devenu libraire à Toulouse. Le mouvement rassemble des personnalités pour la plupart issues du monde syndical et politique, de tendance socialiste ou catholique. Le mouvement est actif à Toulouse et mène principalement une activité de diffusion écrite, notamment par la publication d'un journal clandestin, Libérer et Fédérer.

## Histoire

### Origines
En 1926, Silvio Trentin, député socialiste (PSI) à Venise, après avoir refusé de prêter serment au régime de Benito Mussolini, s'exile en France. En 1935, il s'installe à Toulouse et il ouvre une librairie (actuel no 10 rue du Languedoc),. En juin 1940, il est choqué par l'armistice et s'oppose au régime mis en place par le maréchal Philippe Pétain. Le 31 juillet 1940, il ouvre sa librairie aux premiers résistants toulousains, parmi lesquels Achille Auban, employé municipal et responsable fédéral des Jeunesses socialistes, Camille Soula, médecin et poète, Paul Descours, instituteur socialiste, et Julien Forgues, syndicaliste. Ils sont rejoints par d'autres personnalités, tels Pierre Bertaux, professeur d'allemand, Jean Cassou, poète et conservateur de musée, et Francesco Nitti, antifasciste italien et ancien brigadiste[réf. nécessaire].
En 1941, Pierre Bertaux prend la tête d'un réseau de la Résistance qui prend son nom. Il participe à des parachutages d'armes et de personnalité sur le terrain de Lamartinette, à Fonsorbes : Pierre Périou le 13 octobre, Yvon Morandat le 6 novembre. Mais, le réseau est démantelé en décembre 1941 par la police française : plusieurs membres sont arrêtés, Pierre Bertaux et Jean Cassou sont condamnés à plusieurs mois de prison et enfermés à la prison militaire de Furgole.
En janvier 1942, Silvio Trentin réunit autour de lui des socialistes toulousains, rejoints par les membres du réseau Bertaux qui n'ont pas été arrêtés. Il prend également contact avec des syndicalistes, tel Fernand Coll, et des personnalités de la démocratie catholique, tels l'ancien avocat de Pierre Bertaux et Jean Cassou, Robert Cazenave. Le mouvement se donne pour responsables Gilbert Zaksas, étudiant en droit, et Paul Descours,.

### Actions
Le mouvement se consacre à la réflexion philosophique et politique et à la production d'un programme qui doit servir la lutte contre l'Occupation, dans la perspective de la Libération : c'est là que l'influence de Silvio Trentin se fait sentir,.
Le mouvement édite, à partir du 14 juillet 1942, un journal clandestin imprimé et tiré à plus de 20 000 exemplaires dans l'imprimerie des frères Henri Lion (actuel no 23 rue Croix-Baragnon) et Raoul Lion (actuel no 2 bis rue Jean-Antoine-Romiguières),. Il imprime également des tracts et fabrique des faux papiers dans son atelier d'imprimerie de Raymond Castellvi (actuel no 6 rue Tripière),.
Le mouvement est en contact avec plusieurs mouvements et réseaux de la Résistance toulousaine. La plupart des membres de Libérer et Fédérer ont d'ailleurs des activités dans d'autres réseaux. En octobre 1942, Gilbert Zaksas est actif au sein du réseau Buckmaster et du sous-réseau Pimento, animé par le major Anthony Brooks du Special Operations Executive.
En août 1943, à la suite de l'armistice italien, Silvio Trentin quitte Toulouse et retourne en Italie, afin de poursuivre la lutte contre le régime fasciste de la République de Salo. Franca Trentin, la fille de Silvio Trentin, reste active en tant qu'agent de liaison. En octobre 1943, le mouvement se rapproche du mouvement L'Insurgé, fondé à Lyon par Marcel Fugères (en fait Marie-Gabriel Fugère). Il reste cependant un mouvement relativement isolé, dont les idées politiques originales l'éloignent en partie du processus d'unification de la Résistance qui se mène au même moment.

### Disparition
Le 4 février 1944, la Gestapo arrête les frères Lion avec tout leur personnel, dont Georges Séguy[réf. nécessaire], et plusieurs membres du mouvement Libérer et Fédérer, dont Adolphe Coll.

## Hommages
Plusieurs voies de Toulouse portent le nom de membres du mouvement.

## Principaux membres

### Comité directeur
- Achille Auban (1912-1973) : employé municipal, responsable des Jeunesses socialistes[3] ;
- Adolphe Coll (1912-1945) : artisan peintre, membre des Jeunesses socialistes, déporté et mort au camp de Flossenbürg[18] ;
- Paul Descours (1909-1992) : instituteur, membre des Jeunesses socialistes ;
- Maurice Fonvieille (1896-1945) : instituteur, militant à la SFIO, conseiller municipal, déporté et mort au camp de Gusen ;
- Clément Laurent (1900-), alias « Pato » : directeur de la coopérative de Saint-Papoul, membre des réseaux Bertaux et Buckmaster ;
- Gilbert Zaksas (1910-1978), alias « Gilbert », « Alexandre » : étudiant en droit.

### Autres membres
- Yves Berducou (1915-2009) : employé de la SNCF, syndicaliste à la CGT ;
- Robert Borios (1919-1944), alias « Blanchard » : capitaine de gendarmerie, exécuté au camp de Souge[19] ;
- Robert Cazenave (1913-2014) : avocat ;
- Fernand Coll (1907-1981) : ouvrier à la Cartoucherie, membre des Jeunesses socialistes, secrétaire adjoint de la SFIO de la Haute-Garonne, syndicaliste à la CGT[6] ;
- Jean Coste (1910-1985) : ouvrier à l'ONIA, syndicaliste à la CGT ;
- Paul Debauges (1903-2002) : professeur de mathématiques au lycée de garçons et à l'école régionale d’architecture ;
- André Etcheverlepo (1912-1944), alias « Rollin » : ajusteur chez Latécoère, syndicaliste à la CFTC, agent du SOE, membre de l'AS, assassiné par la Milice à Montauban ;
- Georges Ferriès (né en 1923) : ouvrier de la Société des pétroles du Languedoc ;
- Jacques Furet, alias « Mercier » ;
- Théophile Luce (1907-1992) : inspecteur des PTT, responsable du mouvement à Mauguio et dans sa région ;
- André Montané (1908-1978) : ouvrier à la SNCASE, membre du PSOP, syndicaliste à la CGT ;
- Eugène Montel (1885-1966) : instituteur et homme politique, membre de la SFIO de l'Aude, conseiller général ;
- René de Naurois (1906-2006) : prêtre et professeur à l'Institut catholique de Toulouse, Français libre, aumônier du Commandos Kieffer, Compagnon de la Libération et Juste parmi les nations.
- Élie Ousteau (1909-1984) : syndicaliste et socialiste ;
- Luigi Pavan (1913-1944), alias « Loup » : artisan à Salies-du-Salat, membre de l'AS, exécuté par erreur par les FTPF à Saleich ;
- Jean Rous (1908-1985), alias « Clart » : avocat, membre du mouvement trotskyste et du POI, délégué à la IVe Internationale, responsable de Libérer et Fédérer à Lyon ;
- Francesca Trentin (1919-2010) : fille de Silvio Trentin, étudiante ;
- Silvio Trentin (1885-1944) : professeur de droit à l'université de Pise, député de Venise pour le PSI, responsable du mouvement antifasciste Giustizia e Libertà, mort à Trévise[2].